# Groß Börnecke

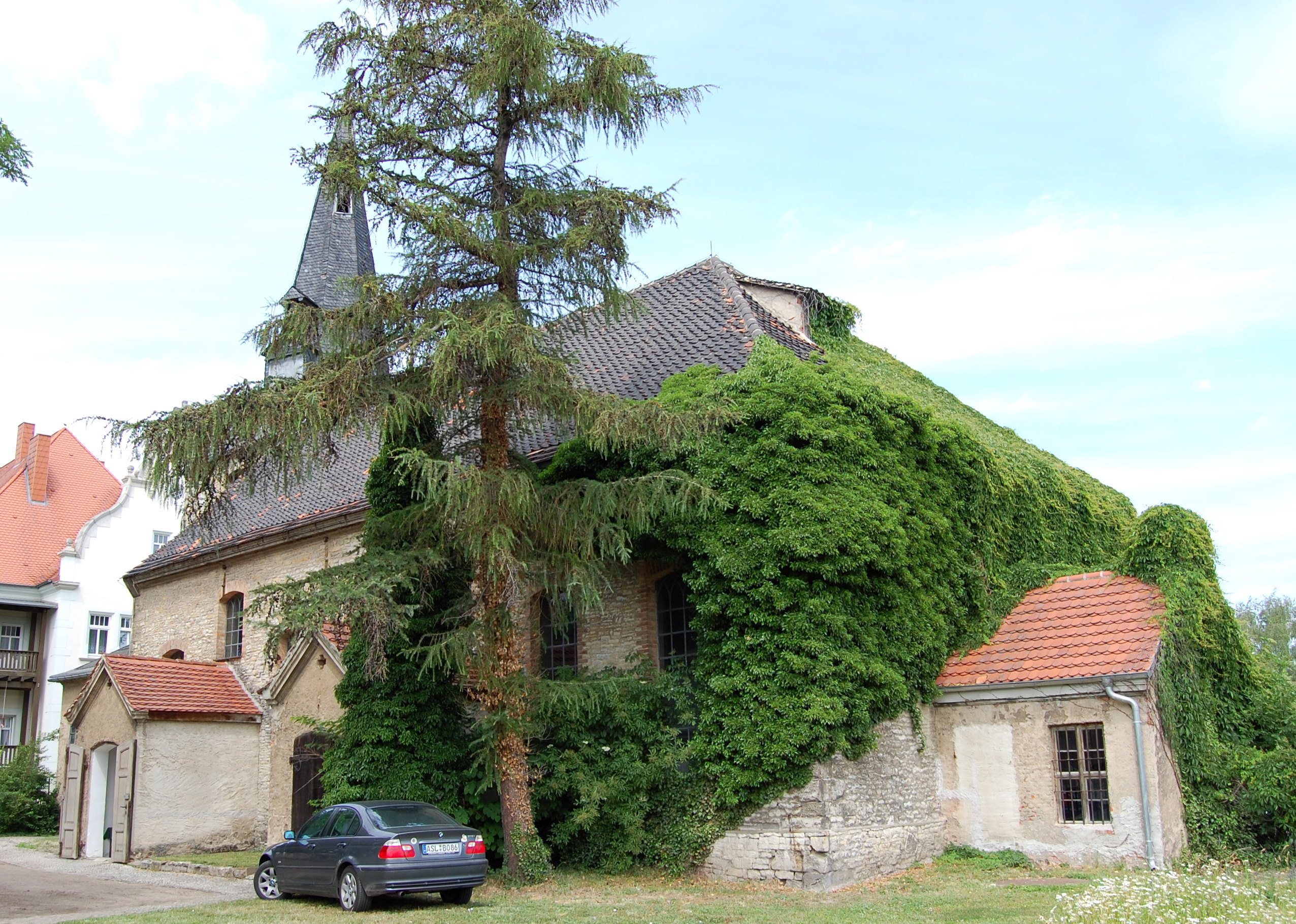
Sankt-Clemens-Kirche

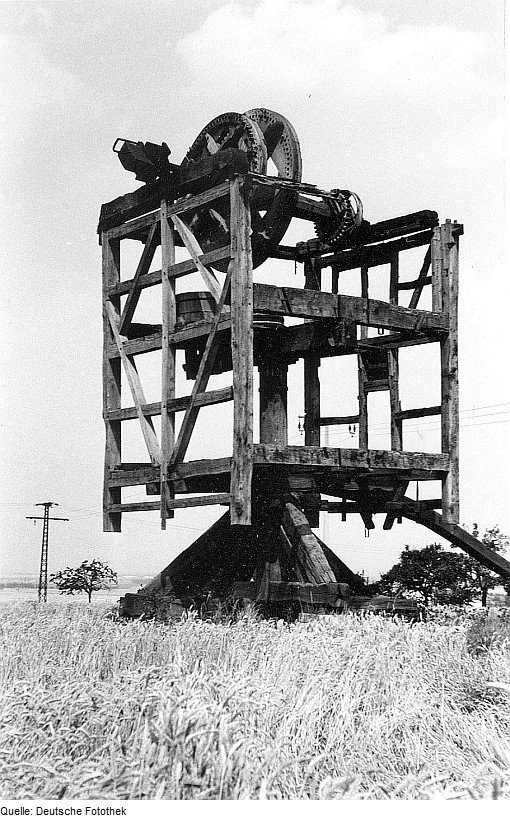
Reste der Bockwindmühle, 1973

Groß Börnecke ist ein Ortsteil der Stadt Hecklingen im Salzlandkreis in Sachsen-Anhalt.

## Lage
Der Ort zählt etwa 1.850 Einwohner. Er befindet sich ungefähr 12 km westlich von Staßfurt und 30 km südlich von Magdeburg. Zu Groß Börnecke gehört der Wohnplatz Jakobsgrube. 2 km westlich des Orts verläuft die Bundesstraße 180.

## Geschichte
Eine erste urkundliche Erwähnung erfolgte am 1. April 1006, als König Heinrich II. zwei Hufen Acker in Burnacherum an seinen Kaplan Dietrich Rodensleben schenkte. In späteren Erwähnungen wurde der Ort als Bornicar, Bornikere, Börneker und letztlich als Börnecke genannt. 1902 schlossen sich Ober-Börnecke und Nieder-Börnecke zu Preußisch-Börnecke zusammen. 1906 wurde im Ort ein Wasserwerk errichtet. Wirtschaftlich war Groß Börnecke durch die Landwirtschaft geprägt. Im Ort bestanden ein Staatsgut sowie mehrere großbäuerliche Betriebe. 
Auf dem Gelände des Wohnplatzes Jakobsgrube bestand Anfang des 20. Jahrhunderts, auf der Grundlage der dort im Tiefbau gewonnenen Braunkohle, ein Kraftwerk. Es diente u. a. der Versorgung von Staßfurt und Schönebeck mit Strom.
Am 1. November 1928 wurde der Gutsbezirk Preußisch Börnecke mit der Landgemeinde Preußisch Börnecke vereinigt.
Die Gemeinde Preußisch Börnecke wurde am 2. November 1950 in Groß Börnecke umbenannt.
Im Gutsherrenhaus Schaeper wurde 1951 ein Kinderheim gegründet, das seit 1996 als Kinder- und Jugendhilfezentrum „Am Wasserturm“ betrieben wird. Bis in die 1970er Jahre bestanden in der Nähe des Dorfes Reste einer historischen Bockwindmühle.
1991 trat man dem Abwasserzweckverband „Bodeniederung Klärwerk Hecklingen“ bei, 1997 waren alle Haushalte des Orts an ein neues Klärwerk angeschlossen.

## Politik
Seit dem 27. Februar 2004 gehört der Ort zur neuen Stadt Hecklingen, in der sich die bislang selbstständigen Städte Hecklingen und Cochstedt sowie die Gemeinden Groß Börnecke und Schneidlingen zusammenschlossen, nachdem sie bereits seit 1994 mit freiwilligem Zusammenschluss in der Verwaltungsgemeinschaft Bördeblick zusammengearbeitet hatten.

## Bauwerke
Im Ort befinden sich die Sankt-Laurentius- und die Sankt-Clemens-Kirche. Darüber hinaus besteht auch die Motormühle Groß Börnecke.

## Persönlichkeiten
In Groß Börnecke geboren wurden:
- Hugo Hölzer (1885–1956), Heimatforscher und Pädagoge
- Johannes H. E. Koch (1918–2013), Komponist und Kirchenmusiker
- Hans Schleef (1920–1944), deutscher Jagdflieger im Zweiten Weltkrieg
- Rolf Gattermann (1949–2006), deutscher Zoologe
- Eckhard Schneider (* 1952), deutscher Politiker (CDU)
- Frank Emmelmann (* 1961), ehemaliger deutscher Leichtathlet